# Irn-Bru

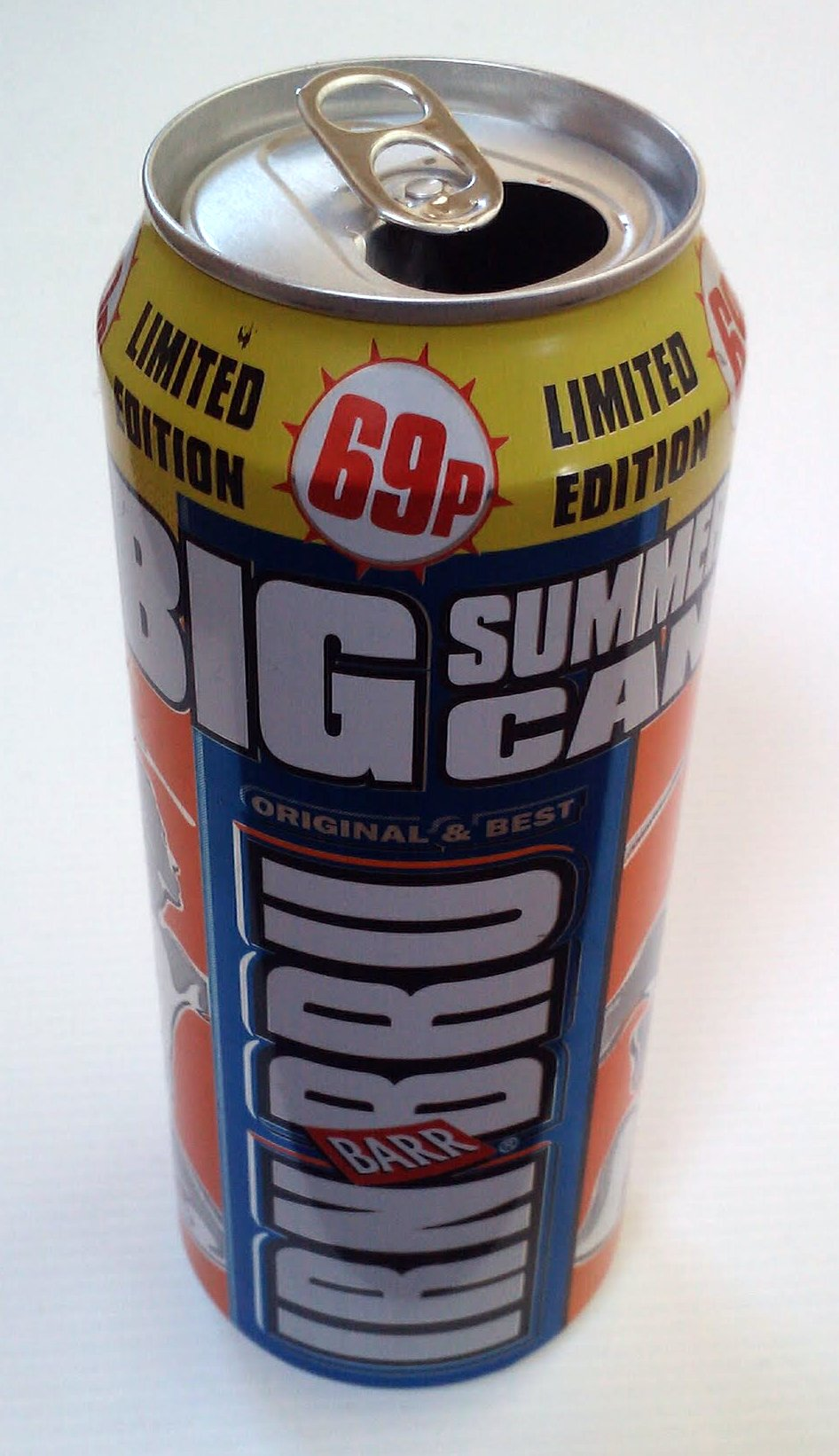
Irn-Bru i aluminiumburk.

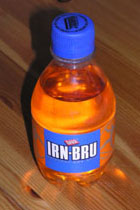
Irn-Bru i liten plastflaska.

Irn-Bru [ˈaɪ.ərn ˈbruː] (av engelska iron brew ”järnbrygd”) är Skottlands populäraste kolsyrade läsk med koffein. Den produceras av det Glasgowbaserade bryggeriet A.G. Barr plc och säljs främst i Storbritannien, Irland, Kanada och Australien, men är även populär på det europeiska fastlandet. I Skottland har Irn-Bru länge sålt bättre än Coca-Cola, men på senare år har Coca-Cola hunnit ifatt. Dess framgångar har lett till spekulationer om att Coca-Cola Company eller Pepsico skulle köpa upp A.G. Barr. Dock är Irn-Bru fortfarande den tredje bäst säljande drycken i hela Storbritannien, efter Coca-Cola och Pepsi.

## Historia
Irn-Bru skapades 1901 under namnet Iron Brew. Namnet spelar på att drycken skulle innehålla järn; den är orangefärgad som järnrost och dess reklamslogan var Made in Scotland from girders (’Gjord i Skottland av stålbalkar’). Det exakta receptet för Irn-Bru är hemligt, men enligt innehållsförteckningen är ingredisensen med högst järninnehåll 0,002 % ammoniumferricitrat (E381). Efter andra världskriget infördes i Storbritannien regler mot vilseledande namngivning av varor, varför A.G. Barr 1946 tvingades byta namn på drycken till det skotskklingande Irn-Bru eftersom läsken i motsats till öl inte är brygd.
I april 2018 införde Storbritannien en "sockerskatt" på drycker med mer än fem gram socker per deciliter. För att undgå skatten ändrades receptet på Irn-Bru så att en del av sockret ersattes med sötningsmedel. Den nya smaken uppskattades inte fullt ut, och efter långvariga protester tillkännagav AG Barr i mars 2021 att Old Irn Bru baserad på det ursprungliga receptet från 1901 och släppt i begränsad upplaga 2019, nu ska säljas parallellt med den konstgjort sötade Old Bru.

## Kulturell inverkan
Den nationella stoltheten och kulturen kring Irn-Bru är påtaglig i Skottland, inte minst anspelad genom AG Barrs tidigare slogan "Iron-Brew, made in Scotland with girders". Enligt en populär myt är Irn-Bru mer populär i Ryssland, där drycken liscenstillverkas av Pepsicola, än i Skottland, vilket stöds av att enbart Coca-cola och Pepsicola har större marknadandelar på den ryska marknaden under 2002 även om en direkt jämförelse mellan Skottland och Ryssland saknas.
När McDonald's öppnade sin första restaurang i Glasgow fanns Irn-Bru inte med på menyn. Många skottar såg detta som en förolämpning, och en kampanj startades med målet att drycken skulle serveras där. McDonald's gav så småningom med sig.
Irn-Bru är populär som lindring av baksmälla. Drycken används även som groggvirke till vodka och skotsk whisky.
Flera försök att sälja Irn-Bru som alkoläsk har dock misslyckats.

## Irn-Bru utanför Storbritannien
Irn-Bru tillverkas på fem bryggerier i Ryssland och på licens i Kanada. Drycken exporteras till flera länder i Europa, Afrika och Asien. I USA är den dock förbjuden eftersom den innehåller två av, enligt det amerikanska livsmedelsverket, Food and Drug Administration, förbjudna färgämnen. Den importeras likväl, även modifierad att inte innehålla dessa ämnen.